# 独自为伴
《独自为伴》是由伊莱·皮洛宁于2009年发布的Flash平台电子游戏。

## 玩法与情节
《独自为伴》的主人公杰克患有社交焦虑症，常選擇独处。玩家在关卡中需要控制他到达目的地。在游戏过程中，他内心压抑的想法会出现在画面中。游戏中有角色复制机制，玩家可以通过创建分身到达先前无法前往的区域，一些关卡会限制分身数量。

## 开发
在制作《独自为伴》之前，皮洛宁热衷于创作一些融合了解谜游戏和角色研究的作品。他从先前Flash游戏中汲取灵感后，提出了角色复制机制。同时他认为，通过电子游戏这种媒介更容易与他人对话，能够避免道貌岸然的说教。

## 评价与影响
《独自为伴》通常被认为是早期的艺术游戏，并因其处理心理健康问题的方式而受到赞扬。Destructoid的汤姆·弗朗扎克认为这款游戏非常棒。该游戏被收录在迈克尔·罗斯2014年出版的《250个你必须玩的独立游戏》一书中，并且在电子游戏研究中多次被引用。
皮洛宁后来发布了《独自为伴》的前传，名为《心灵定影》。